# Exogryllacris ornata
Exogryllacris ornata är en insektsart som beskrevs av Willemse, C. 1963. Exogryllacris ornata ingår i släktet Exogryllacris och familjen Anostostomatidae. Inga underarter finns listade i Catalogue of Life.